# مسرح لايسيوم
مسرح لايسيوم هي من مسارح الوست اند الواقعة في وسط لندن.
إفتتح هذا المسرح في عام 1834 م وتم تجديده بشكل شبه كامل في بداية القرن العشرين.
يعرض المسرح، منذ عام 1999 م، مسرحية ملك الغابة.